# Olieschans
De Olieschans was een geïsoleerde versterking die onderdeel uitmaakte van de Staats-Spaanse Linies en werd aangelegd om de Aardenburgse haven te beschermen.
Deze versterking werd in 1604 aangelegd door de Staatse troepen nadat dezen, onder leiding van Prins Maurits, het stadje Aardenburg hadden veroverd. Hij bevindt zich ongeveer 1 km ten noorden van Aardenburg, iets ten noorden van het terrein van de voormalige steenfabriek. Tezelfdertijd werd de Elderschans opgericht, die zich ten westen van Aardenburg bevindt. De Olieschans is een klassiek vierkant fort met vier bastions.
Reeds in 1672 werd de Olieschans verkocht om te worden gesloopt. Uiteindelijk was het niet meer dan een nauwelijks zichtbare verheffing in het landschap.
In 2006 werd de Schans gerestaureerd, al is de oorspronkelijke situatie niet geheel hersteld. De buitenwal werd weggelaten en de grachten werden minder breed en diep.
In 2007 werd de Olieschans opengesteld voor het publiek. Ze is nu eigendom van Stichting Het Zeeuwse Landschap en fungeert als natuurgebied. Ook de Aardenburgse Havenpolder, een langgerekt gebied dat drooggelegd werd in 1813, wordt ingericht als natuurgebied.